# اگون فرایهر فن آیکشتت

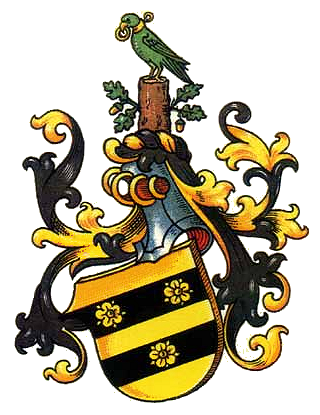
نشان اگون فرایهر فن آیکشتت

اگون فرایهر فن آیکشتت(به آلمانی: Egon Freiherr von Eickstedt)(زادهٔ ۱۰ آوریل ۱۸۹۲- مرگ ۲۰ دسامبر ۱۹۶۵) مردم‌شناس جسمانی آلمانی زادهٔ شهر پوزنان در لهستان کنونی بود. مهمترین کار او طبقه‌بندی نژادها بود.

## بخش‌بندی نژادی فن آیکشتت
او اروپاییان را از چهار نژاد اصلی می‌دانست: نژاد نوردیک که در اروپای شمالی می‌زیند، نژاد بالتیک خاوری که در اروپای شرقی و مرکزی می‌زیند، نژاد آلپی که در امتداد رشته‌کوه آلپ از شرق تا غرب اروپا می‌زیند و نژاد مدیترانه‌ای که از اروپای جنوبی، آفریقای شمالی و خاورمیانه تا شبه‌قاره هند پراکنده‌اند. او همچنین نژادهای اروپایی را به زیرشاخه‌هایی بخش‌بندی نمود؛ نژاد نوردیک را به زیرنژاد تویوتو نوردیک-که به باور او سره‌ترین نژاد اروپایی بود- که در غرب اروپا می‌زیند، زیرنژاد دالونوردیک در اروپای مرکزی و زیرنژاد فینونوردیک در اروپای خاوری. او دالونوردیک‌های مورد نظر خویش را آمیزه‌ای میان انسان هوشمند و انسان کرومانیون می‌دانست. همچنین وی نژاد آلپی را نیز به چهار زیرشاخهٔ نژادی بخش‌بندی کرده‌بود: خود نژاد آلپی در اروپای غربی، نژاد دیناریک در اروپای خاوری، نژاد ارمنی‌سان در آسیای جنوب باختری و نژاد تورانی‌سان در آسیای میانه. سرانجام او نژاد مدیترانه‌ای را هم دربرگیرندهٔ زیرنژاد مدیترانه‌ای در آفریقای شمالی، نژاد خاوری‌شده در خاورمیانه و زیرنژاد هندی در شبه‌قارهٔ هند بخش‌بندی نمود.
فن آیکشتت برخی زیرنژادهای اروپایی را اولیه و پاره‌ای دیگر را مترقی می‌دانست. او بر این باور بود که نژادهای اولیه ار تکامل بازایستاده‌اند، ولی نژادهای مترقی- برای نمونه زیرنژاد دیناریک- همچنان در حال تحولند. او خاستگاه نژادهای اروپا را در جنوب اروپا و در دورهٔ میان‌سنگی می‌دانست. او بر این باور بود که نژاد مدیترانه‌ای در همین زمان به اروپای جنوبی رسیده‌است و اندکی پس از آنان نژاد آلپی از اروپای شرقی و از سوی سوئیس بدانجا رسیده‌اند. پس از آنان نژاد نوردیک از سوی اسکاندیناوی به اروپای شرقی سرازیر شد. او در پایان مدعی‌شد که نژاد بالتیک شرقی در دوره‌های جدید به اروپا رسیده‌است.